# Mirko Šarović
Mirko Šarović (srpski: Мирко Шаровић; Rogatica, 16. rujna 1956.), srpski bosanskohercegovački političar.
Bio je srpski član Predsjedništva Bosne i Hercegovine od 2002. do 2003. i predsjednik Republike Srpske od 2000. do 2002. godine.
| Prethodnik:   | Srpski član Predsjedništva Bosne i Hercegovine 2002. – 2003. | Nasljednik:      |
| Živko Radišić | Srpski član Predsjedništva Bosne i Hercegovine 2002. – 2003. | Borislav Paravac |

| Prethodnik:                   | Predsjednik Republike Srpske 2000. – 2002. | Nasljednik:                |
| Nikola Poplašen 1998. – 2000. | Predsjednik Republike Srpske 2000. – 2002. | Dragan Čavić 2002. – 2006. |